# Dušan Pešić
Dušan Pešić (Kruševac, 26. travnja 1955.), srbijanski nogometaš, bio prvotimac splitskog Hajduka, u čijem je dresu osvojio Kup Jugoslavije 1984. U Hajduk dolazi iz kruševačkog Napretka 1980., skupa s vratarom Zoranom Simovićem, a do 1984. odigrao je 156 utakmica i postigao 46 pogodaka. Kasnije je igrao za turski klub Fenerbahçe.
Statistika u Hajduku
| Natjecanje        | Nastupi | Zgoditci |
| ----------------- | ------- | -------- |
| Prvenstvo         | 84      | 21       |
| Kup               | 8       | 0        |
| Superkup          | 0       | 0        |
| Međunarodne       | 18      | 6        |
| Splitski podsavez | 0       | 0        |
| Ukupno            | 110     | 27       |
| Prijateljske      | 46      | 19       |
| Sveukupno         | 156     | 46       |

Za reprezentaciju Jugoslavije upisao je četiri nastupa.

## Vanjske poveznice
- Profil igrača: Pešić, Dušan na hajduk.hr
- Profil na reprezentacija.rs